# Herr Jesu Christ, dich zu uns wend

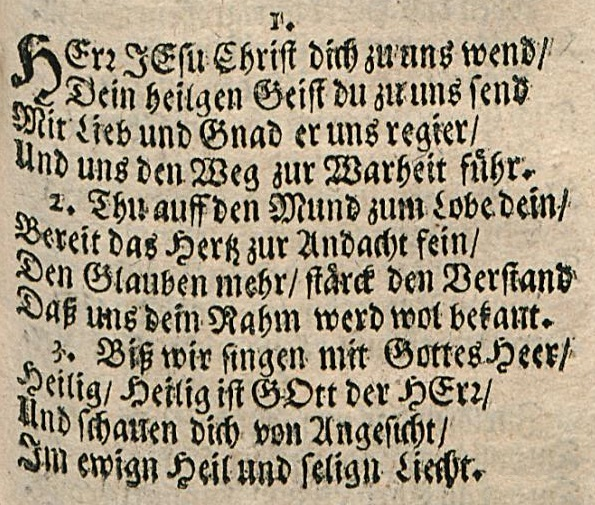
Herr Jesu Christ, dich zu uns wend in Johannes Niedlings Lutherisch Hand-Büchlein (6. Ausgabe 1668); dort in der Rubrik Am Fest der heiligen Dreyfaltigkeit

Herr Jesu Christ, dich zu uns wend ist ein lutherisches Kirchenlied aus dem 17. Jahrhundert, das lange zu den meistverbreiteten deutschsprachigen evangelischen Kirchenliedern gehörte. Das ö-Lied ist im Evangelischen Gesangbuch als erstes in der Rubrik Gottesdienst – Eingang und Ausgang (Nr. 155), im Gotteslob in der Rubrik Messgesänge – Gesänge zur Eröffnung (Nr. 147) und im Mennonitischen Gesangbuch in der Rubrik Gottesdienst feiern (Nr. 2) enthalten.

## Textüberlieferung
Der dreistrophige Liedtext findet sich zuerst ohne Verfasserangabe im Lutherisch Hand-Büchlein von Johannes Niedling (Altenburg 1648). Die trinitarische Doxologie (Strophe 4) ist im Gothaer Gesangbuch von 1651 hinzugefügt, nicht jedoch in den späteren Auflagen von Niedlings Hand-Büchlein. Als Verfasser kommt Niedling selbst in Frage. Seit 1676 wird jedoch Wilhelm von Sachsen-Weimar (1598–1662) als Autor angegeben.

## Form und Inhalt
Die Strophenform mit vier achtsilbigen, jambischen, männlich reimenden Zeilen entspricht dem klassischen ambrosianischen Hymnus-Schema.
Das Lied ist eine an Jesus Christus gerichtete Bitte um den Heiligen Geist als Führer auf dem „Weg zur Wahrheit“ (Strophe 1) und um die Fähigkeit, Christus zu loben und ihn tiefer zu verstehen (Strophe 2) bis zur Vollendung im Heilig-Gesang der Engel (Strophe 3).

## Heute gebräuchlicher Text
1. Herr Jesu Christ, dich zu uns wend,

dein’ Heilgen Geist du zu uns send;

mit Hilf und Gnad er uns regier

und uns den Weg zur Wahrheit führ.

2. Tu auf den Mund zum Lobe dein,

bereit das Herz zur Andacht fein,

den Glauben mehr, stärk den Verstand,

dass uns dein Nam werd wohlbekannt,

3. bis wir singen mit Gottes Heer:

„Heilig, heilig ist Gott der Herr!“

und schauen dich von Angesicht

in ewger Freud und selgem Licht.

4. Ehr sei dem Vater und dem Sohn,

dem Heilgen Geist in einem Thron;

der Heiligen Dreieinigkeit

sei Lob und Preis in Ewigkeit.

## Melodie
Bei der Melodieⓘ steht in heutigen Gesangbüchern die Datierung „Gochsheim/Redwitz 1628“. Diese Angabe beruht jedoch auf unsicherer Bezeugung. Der früheste erhaltene Druck findet sich im Görlitzer Gesangbuch Pensum Sacrum (1648) zu einem lateinischen Text. Im Gothaer Cantionale Sacrum von 1651 ist die Melodie erstmals dem Text Herr Jesu Christ, dich zu uns wend zugeordnet; dort ist ihr auch der vierstimmige Kantionalsatz eines unbekannten Verfassers beigegeben, der ins Evangelische Gesangbuch (Nr. 155) aufgenommen wurde.
Die Melodie erhält ihren freudigen „Willkommens“-Charakter durch das Dreiklangmotiv am Beginn und durch den zwischen 2×3- und 3×2-Rhythmus alternierenden 6/4-Takt. Diese Taktart wurde im 18. Jahrhundert aufgegeben – die zahlreichen Bearbeitungen aus dieser Zeit, vor allem von Johann Sebastian Bach (BWV 632, 655, 726, 749), gehen von einer geradtaktigen Melodiefassung aus –, jedoch im 20. Jahrhundert wieder eingeführt.

## Trivia
„Ein Leutnant glaubte witzig zu sein, als er an einer fröhlichen Tafel, bei der auch der Superintendent anwesend war, sich erhob und sein zum soundsovielten Male gefülltes Glas mit folgendem Rufe leerte:
Herr Jesu Christ, dich zu uns wend –
Es lebe der Herr Superintendent!
Der Gefeierte erhob sich augenblicklich und fuhr fröhlich im Texte fort:
Den Glauben mehr, stärk den Verstand –
Es lebe der Herr Leutenant!“

## Übersetzung
Catherine Winkworth übersetzte das Lied 1863 unter dem Titel Lord Jesus Christ, be present now ins Englische.